# 나카미나토시
나카미나토시(那珂湊市)는 이바라키현 겐오지방에 위치했던 시이다. 1994년 11월 1일에 가쓰타시와 합병해 히타치나카시가 되어 소멸하였다.

## 지리
- 현재의 히타치나카 시 남동부에 위치한다.
- 태평양에 접해 있으며, 아자가우라 해수욕장이 있다.
- 나카강과 히누마강이 합류하는 하구 부근에 위치한다.

## 역사
- 1889년 4월 1일 - 정촌제 시행과 함께 나카군 미나토정이 설치되었다.
- 1913년 12월 25일 - 이바라키 교통 소요선의 노나카소노가 개업하였다.
- 1938년 4월 1일 - 정으로 승격과 동시에 정명은 나카미나토정으로 개칭하였다.
- 1954년 3월 30일 - 마에와타리촌 일부를 편입하였다.
- 1994년 11월 1일 - 가쓰타시와 합병해 히타치나카시가 되어 소멸하였다.

## 교통

### 철도
- 히타치나카 해변철도

### 도로
- 국도 제245호선